# Kamikaze (journal intime)
Pour les articles homonymes, voir Kamikaze (homonymie).
Kamikaze est le quatrième tome du journal intime de Marc-Édouard Nabe, publié en mars 2000 par les éditions du Rocher. 

## Résumé
Le livre s'ouvre sur la journée du 3 mai 1988, pour s'achever le 17 septembre 1990, date de la naissance du fils de l'écrivain, Alexandre.

## Polémiques
Au moment de la sortie du journal, Michel Polac se dit indigné par le contenu de l'ouvrage, qu'il trouve « à vomir »,. Peu après, Nabe et Polac sont tous deux invités dans l'émission Ripostes, présentée sur France 5 par Serge Moati, pour un débat sur le thème « Peut-on tout dire dans un journal intime ? ». 
Pendant l'émission, Michel Polac attaque Nabe pour antisémitisme, en particulier sur ses pages concernant l'affaire de la profanation du cimetière juif de Carpentras. En réponse, Nabe demande à la journaliste Dorothée Woillez de lire des passages du Journal 1980-1998, de Polac, dont une page faisait état d'une relation sexuelle avec un enfant. Après l'enregistrement, Michel Polac menace le diffuseur de poursuites judiciaires pour empêcher la diffusion de l'émission, ce qu'il finit par obtenir. L'altercation fait l'objet d'une chronique dans l'émission Arrêt sur images, diffusée sur la même chaîne que Ripostes.  
Personnage présent dans les quatre tomes du journal, l'humoriste français Albert Algoud s'est dit « sali, diffamé, couvert de crachats » par les descriptions que l'écrivain faisait de lui.

## Accueil critique
Dans La Provence, Jérôme Garcin est partagé sur Kamikaze. Il se dit moins convaincu par l'écriture diariste de Nabe, lui préférant ses récits et ses essais : « pourquoi diable consacrer tant d'énergie non seulement à brocarder le milieu littéraire mais surtout à le fréquenter ? ». 
Pour Roland Jaccard, dans Le Monde, Nabe se place sur le terrain « de la tératologie littéraire expérimentale. Il veut être un monstre, un beau monstre, ce qui est louable, mais il n'y parvient pas vraiment et là réside sans doute son drame intime ». En Suisse, Kamikaze est critiqué dans Le Temps, sous la plume d'Isabelle Rüf : « Si les audaces du tout jeune ont pu séduire par leur style dans la tradition pamphlétaire française, le ressassement de son quotidien mondain, de ses rancœurs parisiennes et de ses angoisses de quadragénaire bientôt père, tout ce qu'il appelle lui-même son «vomi», donne plutôt la nausée ».

## Édition
Kamikaze a été tiré à 4000 exemplaires et a coûté entre 800 000 et un million de francs aux éditions du Rocher, mobilisant deux ans de travail, une dactylographe, trois correcteurs et quatre jeux d'épreuves. Interrogé sur le coût et l'impossibilité de générer le moindre bénéfice, Jean-Paul Bertrand, propriétaire des Éditions du Rocher, répond : « Je l'assume car c'est une œuvre unique et révolutionnaire. Marc-Edouard Nabe est l'un des écrivains les plus doués de sa génération. Son journal constitue un formidable témoignage sur l'époque ».
Kamikaze est le dernier tome publié du journal de l'écrivain, qui a brûlé en 2001 les manuscrits des volumes suivants.
- Marc-Édouard Nabe, Kamikaze, éditions du Rocher, 2000, 1302 p.  (ISBN 2268034186).